# Теория коммуникативного разума
Теория коммуникативного разума — социологическая концепция, разработанная немецким философом, социологом, крупнейшим представителем Франкфуртской школы Юргеном Хабермасом. Сама теория связана с идеей интерсубъективности, так как в каком-то смысле является ее реализацией. Суть коммуникативной теории разума заключается в обнаружении укорененных в структуре языка участников коммуникации предпосылок достижения согласия, взаимопонимания.

## Основные положения теории
Коммуникативная теория разума рассматривает предпосылки достижения консенсуса. Хабермас считает, что прийти к консенсусу можно только посредством подтверждения общезначимости содержания высказываний, то есть, аргументируя.

### Интерсубъективность
Коммуникативная теория разума является реализацией идеи интерсубъективности.
Под идеей интерсубъективности в данном контексте понимается то, что самосознание нельзя объяснить исходя только из одного субъекта, понимающего свое существовании посредством осознания себя мыслящим. То есть на основе коммуникативного разума в человеке возникает личность, способная действовать внутри социальных институтов и преобразовывать их, изменять их нормы.
Хабермас дает объяснение идее интерсубъективности:
Я начинаю осознавать себя сознающим, и мое сознание превращается в самосознание — но не напрямую, а в результате «возвращения к самому себе» из взаимоотношений с другими, так что я узнаю себя как «другое Я другого Я, и это же делают все остальные участники дискурса.
В случае недостижения согласия, коммуникативное действие переходит в более сложную форму, а именно в дискурс.

### Сферы коммуникативного разума
Коммуникативный разум состоит из трех сфер:
1. когнитивно-инструментальная (отношения субъекта с внешним миром)
2. морально-практическая (отношения субъекта с социальным миром)
3. эстетическо-экспрессивная (отношения субъекта с внутренним миром)  [3]

## Появление понятия "коммуникативный разум"
- Впервые понятие коммуникативного разума появилось в 1968 году в книге Хабермаса «Познание и интерес». Работа была посвящена анализу модели критического диалога, построению теории общества на базе гносеологии. (Подход к теории через психоанализ.)
- В 1981 году выходит книга Ю. Хабермаса «Коммуникативная теория действия», в которой и обоснована теория. В этой книге автор рассматривает коммуникативный разум, опираясь на язык, структуру речи. (Подход к теории через теории обществ.)

## Отношение понятий коммуникативного разума и коммуникативного действия
Хабермас пишет в книге: 

«Чтобы избежать неправильного понимания, я хотел бы повторить, что коммуникативное действие не идентично с коммуникацией. Язык — это медиум коммуникации, который служит взаимопониманию, в то время как акторы, когда они стремятся к взаимопониманию друг с другом, чтобы скоординировать свои действия, каждый раз преследуют определенные цели… Коммуникативное действие обозначает тип интеракций, который координируется благодаря  языковым действиям, но не совпадает с ними» 
Из этого следует, что коммуникативный разум является составной частью медиума коммуникации, а коммуникативное действие – это деятельность людей, направленная на достижение согласия.

## Альтернативная точка зрения
Отдельные положения теории Хабермаса часто подвергаются критике. Так, в своем методологическом подходе Декарт приводит альтернативный подход осмысления идеи интерсубъективности, которая является одним из главных понятий в теории коммуникативного разума. В подходе Декарта коммуникация с другими не играет никакой роли. Он считает, что идея интерсубъективности объясняется только исходя из субъекта, который осознает себя мыслящим. Субъект существует, когда он мыслит. Отсюда и исходит основная мысль Декарта: Cogito ergo sum (в переводе: Мыслю – следовательно существую).

## Влияние теории на юридическую науку
В своей работе «Фактичность и значимость» (1992) Хабермас размышляет над реализацией коммуникативного разума в современной демократической правовой системе. Эту идею начал развивать в своей научной статье Бьярн Мелкевик.
Бьярн Мелкевик, профессор университета Лаваля (Канада) анализирует коммуникативную модель (коммуникативный разум и коммуникативное действие) Хабермаса в перспективе ее применения к юридической науке.
В своей статье Мелкевик предлагает проанализировать, интерпретировать и оценить коммуникативную модель Хабермаса с точки зрения ее применения к юридической науке. Его гипотеза состоит в том, что Хабермас лучше, чем кто-либо, знал, как понять важные аспекты юридической науки, и что его модель может помочь в размышлениях о процессе обоснования и оценки, присущих любой правовой системе, достойной этого названия. Поэтому интерес Мелкевика сосредоточен в первую очередь на полезности и актуальности коммуникативной модели как практической теории права.